# Marina Aitowa
Marina Aitowa (ur. 13 września 1982) – kazachska lekkoatletka, specjalizująca się w skoku wzwyż.
Trzykrotnie startowała w igrzyskach olimpijskich (2004, 2008, 2012). Uczestniczka mistrzostw świata oraz halowych mistrzostw świata. Zwyciężczyni uniwersjady (2007). Czterokrotna medalistka mistrzostw Azji na stadionie (2000, 2002, 2011 i 2013) oraz w hali (2006 i 2010). Także dwukrotnie stawała na podium igrzysk azjatyckich (2002 i 2006). Rekordy życiowe: stadion - 1,99 m (13 lipca 2009, Ateny) – były rekord Azji, hala - 1,96 m (2008).

## Osiągnięcia
| Rok  | Impreza                               | Miejsce    | Pozycja           | Wynik |
| ---- | ------------------------------------- | ---------- | ----------------- | ----- |
| 1999 | Mistrzostwa świata juniorów młodszych | Bydgoszcz  | 4. miejsce        | 1,79  |
| 2000 | Mistrzostwa świata juniorów           | Santiago   | 9. miejsce        | 1,80  |
| 2000 | Mistrzostwa Azji                      | Dżakarta   | 2. miejsce        | 1,83  |
| 2002 | Igrzyska azjatyckie                   | Pusan      | 2. miejsce        | 1,88  |
| 2002 | Mistrzostwa Azji                      | Kolombo    | 3. miejsce        | 1,88  |
| 2003 | Halowe mistrzostwa świata             | Birmingham | el. – 8. miejsce  | 1,87  |
| 2004 | Igrzyska olimpijskie                  | Ateny      | el. – 15. miejsce | 1,85  |
| 2006 | Halowe mistrzostwa Azji               | Pattaya    | 1. miejsce        | 1,93  |
| 2006 | Puchar świata                         | Ateny      | 3. miejsce        | 1,94  |
| 2006 | Igrzyska azjatyckie                   | Doha       | 1. miejsce        | 1,93  |
| 2007 | Mistrzostwa świata                    | Osaka      | 7. miejsce        | 1,94  |
| 2007 | Uniwersjada                           | Bangkok    | 1. miejsce        | 1,92  |
| 2008 | Halowe mistrzostwa świata             | Walencja   | 5. miejsce        | 1,95  |
| 2008 | Igrzyska olimpijskie                  | Pekin      | 10. miejsce       | 1,93  |
| 2008 | Światowy finał lekkoatletyczny IAAF   | Stuttgart  | 6. miejsce        | 1,94  |
| 2009 | Mistrzostwa świata                    | Berlin     | el. 13. miejsce   | 1,92  |
| 2010 | Halowe mistrzostwa Azji               | Teheran    | 1. miejsce        | 1,93  |
| 2010 | Halowe mistrzostwa świata             | Doha       | 7. miejsce        | 1,91  |
| 2011 | Mistrzostwa Azji                      | Kobe       | 3. miejsce        | 1,89  |
| 2011 | Mistrzostwa świata                    | Daegu      | el. – 19. miejsce | 1,89  |
| 2012 | Halowe mistrzostwa świata             | Stambuł    | el. – 18. miejsce | 1,83  |
| 2013 | Mistrzostwa Azji                      | Pune       | 3. miejsce        | 1,88  |
| 2013 | Mistrzostwa świata                    | Moskwa     | el. – 25. miejsce | 1,83  |
| 2014 | Igrzyska azjatyckie                   | Incheon    | 4. miejsce        | 1,85  |